# Grand Prix Stanów Zjednoczonych 1962
Grand Prix Stanów Zjednoczonych 1962 (oryg. United States Grand Prix) – 8. runda Mistrzostw Świata Formuły 1 w sezonie 1962, która odbyła się 7 października 1962, po raz 2. na torze Watkins Glen.
Było to 4. Grand Prix Stanów Zjednoczonych zaliczane do Mistrzostw Świata Formuły 1.

## Wyniki

### Kwalifikacje
Źródło: statsf1.com
| P  | Nr | Kierowca                | Konstruktor(-silnik) | Opony | Czas   | Odstęp | Strata |
| -- | -- | ----------------------- | -------------------- | ----- | ------ | ------ | ------ |
| 1  | 8  | Jim Clark               | Lotus-Climax         | D     | 1:15,8 | –      | –      |
| 2  | 5  | Richie Ginther          | BRM                  | D     | 1:16,6 | +0,8   | +0,8   |
| 3  | 4  | Graham Hill             | BRM                  | D     | 1:16,7 | +0,1   | +0,9   |
| 4  | 10 | Dan Gurney              | Porsche              | D     | 1:16,9 | +0,2   | +1,1   |
| 5  | 17 | Jack Brabham            | Brabham-Climax       | D     | 1:16,9 | +0,0   | +1,1   |
| 6  | 21 | Bruce McLaren           | Cooper-Climax        | D     | 1:17,3 | +0,4   | +1,5   |
| 7  | 16 | Masten Gregory          | Lotus-BRM            | D     | 1:17,9 | +0,6   | +2,1   |
| 8  | 9  | Trevor Taylor           | Lotus-Climax         | D     | 1:18,0 | +0,1   | +2,2   |
| 9  | 11 | Jo Bonnier              | Porsche              | D     | 1:19,0 | +1,0   | +3,2   |
| 10 | 22 | Tony Maggs              | Cooper-Climax        | D     | 1:19,7 | +0,7   | +3,9   |
| 11 | 19 | Roy Salvadori           | Lola-Climax          | D     | 1:19,8 | +0,1   | +4,0   |
| 12 | 23 | Timmy Mayer             | Cooper-Climax        | D     | 1:20,7 | +0,9   | +4,9   |
| 13 | 14 | Roger Penske            | Lotus-Climax         | D     | 1:21,3 | +0,6   | +5,5   |
| 14 | 12 | Carel Godin de Beaufort | Porsche              | D     | 1:21,8 | +0,5   | +6,0   |
| 15 | 24 | Hap Sharp               | Cooper-Climax        | D     | 1:22,4 | +0,6   | +6,6   |
| 16 | 15 | Innes Ireland           | Lotus-Climax         | D     | 1:24,0 | +1,6   | +8,2   |
| 17 | 26 | Rob Schroeder           | Lotus-Climax         | D     | 1:24,0 | +0,0   | +8,2   |
| 18 | 25 | Jim Hall                | Lotus-Climax         | D     | 1:24,7 | +0,7   | +8,9   |
| 19 | 6  | Maurice Trintignant     | Lotus-Climax         | D     | 1:25,8 | +1,1   | +10,0  |
| 20 | 18 | John Surtees            | Lola-Climax          | D     | 1:29,2 | +3,4   | +13,4  |
| 21 | 11 | Phil Hill               | Porsche              | D     | 1:32,6 | +3,4   | +16,8  |
| P  | Nr | Kierowca                | Konstruktor(-silnik) | Opony | Czas   | Odstęp | Strata |

### Wyścig
Źródła: statsf1.com
| P                                                     | + / –     | Nr | Kierowca                | Konstruktor    | Opony | Okr. | Czas / Strata | Komentarz                          |
| ----------------------------------------------------- | --------- | -- | ----------------------- | -------------- | ----- | ---- | ------------- | ---------------------------------- |
| 1                                                     | Bez zmian | 8  | Jim Clark               | Lotus-Climax   | D     | 100  | 2:07:13,0     |                                    |
| 2                                                     | 1         | 4  | Graham Hill             | BRM            | D     | 100  | +9,2          |                                    |
| 3                                                     | 3         | 21 | Bruce McLaren           | Cooper-Climax  | D     | 99   | +1 okr.       |                                    |
| 4                                                     | 1         | 17 | Jack Brabham            | Brabham-Climax | D     | 99   | +1 okr.       |                                    |
| 5                                                     | 1         | 10 | Dan Gurney              | Porsche        | D     | 99   | +1 okr.       |                                    |
| 6                                                     | 1         | 16 | Masten Gregory          | Lotus-BRM      | D     | 99   | +1 okr.       |                                    |
| 7                                                     | 3         | 22 | Tony Maggs              | Cooper-Climax  | D     | 97   | +3 okr.       |                                    |
| 8                                                     | 8         | 15 | Innes Ireland           | Lotus-Climax   | D     | 96   | +4 okr.       |                                    |
| 9                                                     | 4         | 14 | Roger Penske            | Lotus-Climax   | D     | 96   | +4 okr.       |                                    |
| 10                                                    | 7         | 26 | Rob Schroeder           | Lotus-Climax   | D     | 93   | +7 okr.       |                                    |
| 11                                                    | 4         | 24 | Hap Sharp               | Cooper-Climax  | D     | 91   | +9 okr.       |                                    |
| 12                                                    | 4         | 9  | Trevor Taylor           | Lotus-Climax   | D     | 85   | +15 okr.      |                                    |
| 13                                                    | 4         | 11 | Jo Bonnier              | Porsche        | D     | 79   | +21 okr.      |                                    |
| Niesklasyfikowani                                     |           |    |                         |                |       |      |               |                                    |
|                                                       |           | 5  | Richie Ginther          | BRM            | D     | 35   | +65 okr.      | skrzynia biegów                    |
|                                                       |           | 6  | Maurice Trintignant     | Lotus-Climax   | D     | 32   | +68 okr.      | hamulce                            |
|                                                       |           | 23 | Timmy Mayer             | Cooper-Climax  | D     | 31   | +69 okr.      | skrzynia biegów                    |
|                                                       |           | 18 | John Surtees            | Lola-Climax    | D     | 19   | +81 okr.      | olej                               |
|                                                       |           | 12 | Carel Godin de Beaufort | Porsche        | D     | 9    | +91 okr.      | wypadek                            |
| Nie wystartowali / niedopuszczeni do ponownego startu |           |    |                         |                |       |      |               |                                    |
|                                                       |           | 19 | Roy Salvadori           | Lola-Climax    | D     | 0    |               | Samochód prowadzony przez Surteesa |
|                                                       |           | 25 | Jim Hall                | Lotus-Climax   | D     | 0    |               | zawór                              |
|                                                       |           | 11 | Phil Hill               | Porsche        | D     | 0    |               | Samochód prowadzony przez Bonniera |
|                                                       |           | 1  | Willy Mairesse          | Ferrari        | D     | 0    |               | nie przybył                        |
|                                                       |           | 2  | Lorenzo Bandini         | Ferrari        | D     | 0    |               | nie przybył                        |
|                                                       |           | 3  | Giancarlo Baghetti      | Ferrari        | D     | 0    |               | nie przybył                        |
|                                                       |           | 7  | Ricardo Rodríguez       | Lotus-Climax   | D     | 0    |               | nie przybył                        |
| P                                                     | + / –     | Nr | Kierowca                | Konstruktor    | Opony | Okr. | Czas / Strata | Komentarz                          |

### Najszybsze okrążenie
Źródło: statsf1.com
| Nr | Kierowca  | Konstruktor  | Czas   | Okr. |
| -- | --------- | ------------ | ------ | ---- |
| 8  | Jim Clark | Lotus-Climax | 1:15,0 | 70   |

### Prowadzenie w wyścigu
Źródło: statsf1.com
| Nr                              | Kierowca    | Konstruktor  | Okrążenia    | Suma |
| ------------------------------- | ----------- | ------------ | ------------ | ---- |
| 8                               | Jim Clark   | Lotus-Climax | 1-11, 19-100 | 93   |
| 4                               | Graham Hill | BRM          | 12-18        | 7    |
| \| Wykres \| \| ------ \| \| \| |             |              |              |      |
| Wykres                          |             |              |              |      |
|                                 |             |              |              |      |

## Klasyfikacja po wyścigu
Pierwsza szóstka otrzymywała punkty według klucza 9-6-4-3-2-1. Liczone było tylko 5 najlepszych wyścigów danego kierowcy.
Uwzględniono tylko kierowców, którzy zdobyli jakiekolwiek punkty
| P  | +/− | Kierowca                | Starty | Punkty  | P1 | P2 | P3 | PP | NO | NS |
| -- | --- | ----------------------- | ------ | ------- | -- | -- | -- | -- | -- | -- |
| 1  | 0   | Graham Hill             | 8      | 39 (43) | 3  | 2  | –  | 1  | 3  | –  |
| 2  | +1  | Jim Clark               | 8      | 30      | 3  | –  | –  | 5  | 4  | 3  |
| 3  | −1  | Bruce McLaren           | 8      | 24 (26) | 1  | –  | 3  | –  | 1  | 2  |
| 4  | 0   | John Surtees            | 8      | 19      | –  | 2  | –  | 1  | –  | 3  |
| 5  | +1  | Dan Gurney              | 7      | 15      | 1  | –  | 1  | 1  | –  | 2  |
| 6  | −1  | Phil Hill               | 6      | 14      | –  | 1  | 2  | –  | –  | 2  |
| 7  | 0   | Richie Ginther          | 8      | 10      | –  | 1  | 1  | –  | –  | 4  |
| 8  | 0   | Tony Maggs              | 8      | 9       | –  | 1  | –  | –  | –  | 2  |
| 9  | 0   | Trevor Taylor           | 8      | 6       | –  | 1  | –  | –  | –  | 4  |
| 10 | +5  | Jack Brabham            | 7      | 6       | –  | –  | –  | –  | –  | 3  |
| 11 | −1  | Giancarlo Baghetti      | 4      | 5       | –  | –  | –  | –  | –  | 1  |
| 12 | −1  | Lorenzo Bandini         | 3      | 4       | –  | –  | 1  | –  | –  | 1  |
| 13 | −1  | Ricardo Rodríguez       | 4      | 4       | –  | –  | –  | –  | –  | 1  |
| 14 | −1  | Willy Mairesse          | 3      | 3       | –  | –  | –  | –  | –  | 1  |
| 15 | −1  | Jo Bonnier              | 7      | 3       | –  | –  | –  | –  | –  | 2  |
| 16 | 0   | Carel Godin de Beaufort | 7      | 2       | –  | –  | –  | –  | –  | 1  |
| 17 | N   | Masten Gregory          | 6      | 1       | –  | –  | –  | –  | –  | 3  |
| P  | +/− | Kierowca                | Starty | Punkty  | P1 | P2 | P3 | PP | NO | NS |

### Konstruktorzy
Tylko jeden, najwyżej uplasowany kierowca danego konstruktora, zdobywał dla niego punkty. Również do klasyfikacji zaliczano 5 najlepszych wyników.
| P                 | +/− | Konstruktor     | Starty | Punkty  | P1 | P2 | P3 | PP | NO | NS |
| ----------------- | --- | --------------- | ------ | ------- | -- | -- | -- | -- | -- | -- |
| 1                 | 0   | BRM             | 16     | 39 (47) | 3  | 3  | 1  | 1  | 3  | 4  |
| 2                 | 0   | Lotus-Climax    | 44     | 36      | 3  | 1  | –  | 5  | 4  | 20 |
| 3                 | 0   | Cooper-Climax   | 25     | 27 (31) | 1  | 1  | 3  | –  | 1  | 7  |
| 4                 | 0   | Lola-Climax     | 14     | 19      | –  | 2  | –  | 1  | –  | 9  |
| 5                 | +1  | Porsche         | 24     | 18 (19) | 1  | –  | 1  | 1  | –  | 6  |
| 6                 | −1  | Ferrari         | 20     | 18      | –  | 1  | 3  | –  | –  | 6  |
| 7                 | N   | Brabham-Climax  | 2      | 3       | –  | –  | –  | –  | –  | 1  |
| 8                 | N   | Lotus-BRM       | 8      | 1       | –  | –  | –  | –  | –  | 5  |
| Niesklasyfikowani |     |                 |        |         |    |    |    |    |    |    |
|                   |     | Emeryson-Climax | 3      | 0       | –  | –  | –  | –  | –  | 2  |
|                   |     | ENB-Maserati    | 1      | 0       | –  | –  | –  | –  | –  | –  |
|                   |     | Gilby-BRM       | 1      | 0       | –  | –  | –  | –  | –  | 1  |
| P                 | +/− | Kierowca        | Starty | Punkty  | P1 | P2 | P3 | PP | NO | NS |